# 小行星2510
小行星2510（2510 Shandong），又称为山东星，是由紫金山天文台在1979年10月10日发现的主带小行星。
該小行星以中国的省份山东省命名。